# Cromatografia controcorrente

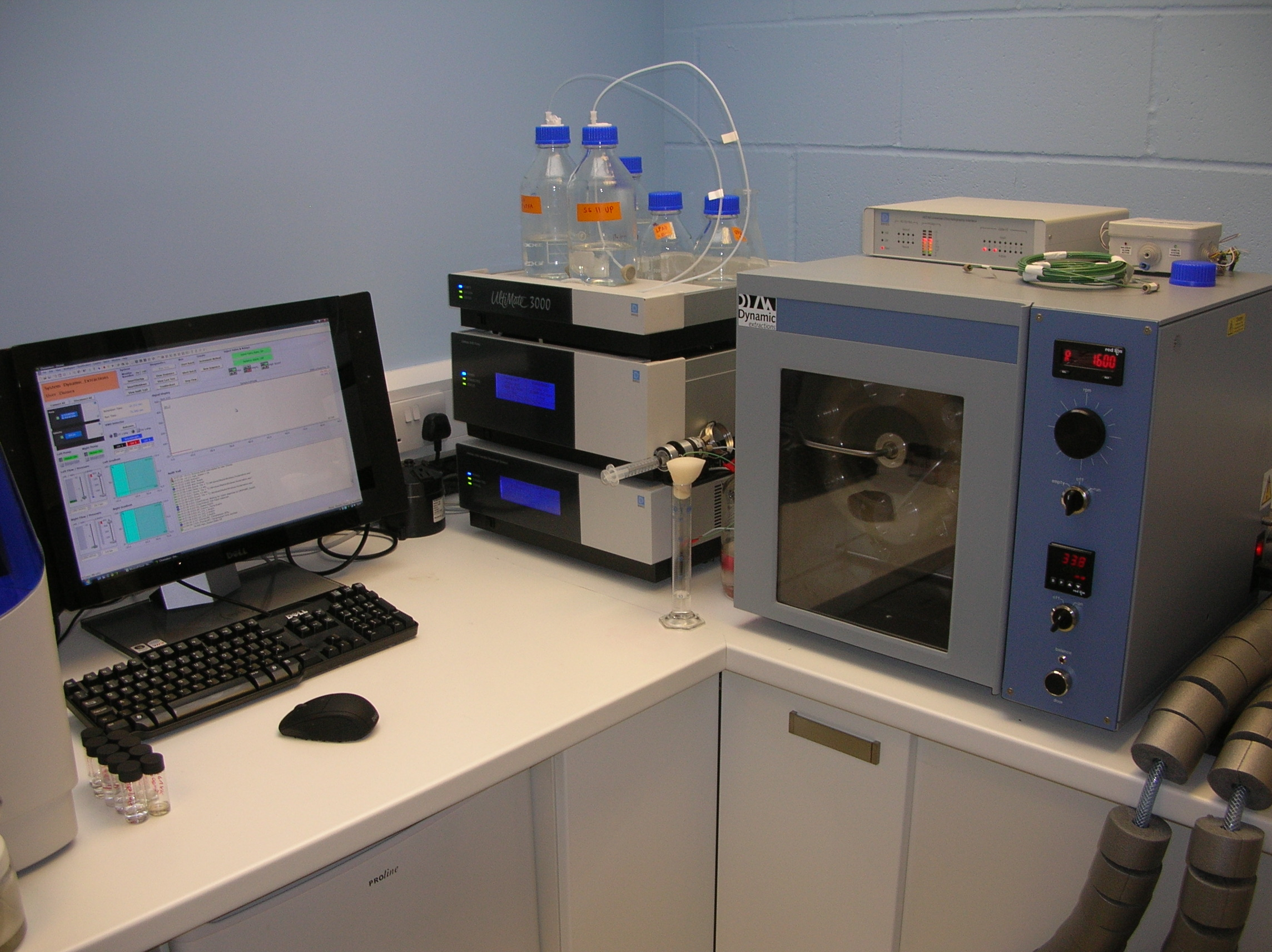
Sistema per cromatografia controcorrente ad alta prestazione

La cromatografia controcorrente è un tipo di cromatografia liquido-liquido che utilizza una fase stazionaria liquida che viene tenuta in posizione dalla forza centrifuga e viene utilizzata per separare, identificare e quantificare i componenti chimici di una miscela. Nel senso più ampio la cromatografia controcorrente comprende le relative tecniche di cromatografia liquida che impiegano due fasi liquide immiscibili, senza un supporto solido. Le due fasi liquide vengono a contatto tra di loro e almeno una fase viene pompato attraverso una colonna, un tubo cavo o una serie di camere collegate con canali, che contengono entrambe le fasi. La conseguente miscelazione dinamica e azione di sedimentazione permette ai componenti di essere separati in base alla differente solubilità nelle due fasi.